# Shunyi Aolinpike Shuishang Gongyuan
Shunyi Aolinpike Shuishang Gongyuan (kinesiska: 顺义奥林匹克水上公园) är en park i Kina. Den ligger i storstadsområdet Peking, i den norra delen av landet, omkring 37 kilometer nordost om stadskärnan.
Runt Shunyi Aolinpike Shuishang Gongyuan är det tätbefolkat, med 530 invånare per kvadratkilometer. Närmaste större samhälle är Shunyi, 7,2 km sydväst om Shunyi Aolinpike Shuishang Gongyuan. Trakten runt Shunyi Aolinpike Shuishang Gongyuan består till största delen av jordbruksmark.
Genomsnittlig årsnederbörd är 723 millimeter. Den regnigaste månaden är juli, med i genomsnitt 211 mm nederbörd, och den torraste är januari, med 3 mm nederbörd.